# Sigalion cirrifer
Sigalion cirrifer är en ringmaskart som beskrevs av Orensanz och Gianuca 1974. Sigalion cirrifer ingår i släktet Sigalion och familjen Sigalionidae. Inga underarter finns listade i Catalogue of Life.